# Daria Voit
Daria Stanislavovna Voit (rus: Дарья Станиславовна Войт; cognom de naixement Pustovoitova, rus: Пустовойтова; nascuda l'11 de gener de 1994) és una jugadora d'escacs russa que té els títols de Mestre de la FIDE (FM) i Gran Mestre Femení (WGM).
A la llista d'Elo de la FIDE del desembre de 2021, hi tenia un Elo de 2347 punts, cosa que en feia la jugadora (femenina) número 20 (en actiu) de Rússia. El seu màxim Elo va ser de 2427 punts, a la llista de novembre de 2016.

## Resultats destacats en competició
El 2014 va guanyar el Campionat de Rússia Juvenil Femení. L'any següent, Voit va guanyar la secció femenina en el primer Campionat d'Europa Universitari jugat a Erevan (Armènia). El setembre de 2016 va guanyar el campionat de ràpides i el campionat de semiràpides femení de Moscou. El 2016, a Novossibirsk, Voit va empatar als llocs 4 a 7 a la Superfinal del Campionat de Rússia femení.